# 曹歌
曹歌，中华人民共和国政治人物、全国脱贫攻坚先进个人。

## 生平
曹歌任托克逊县能源重化工工业园区管委会党工委委员，县扶贫开发办公室副主任。因在脱贫攻坚战中作出突出贡献，2021年2月25日全国脱贫攻坚总结表彰大会上，曹歌被授予“全国脱贫攻坚先进个人”。